# جهاز تناسلي بشري
يشمل الجهاز التناسلي البشري: الجهاز التناسلي الذكري الذي يعمل على إنتاج الحيوانات المنوية وحفظها، والجهاز التناسلي الأنثوي الذي يعمل على إنتاج البويضات وحماية وتغذية الجنين حتى الولادة. يتميز البشر بمستوى عالٍ من التمايز الجنسي، وبالإضافة إلى الاختلافات الجوهرية بين الأعضاء التناسلية، هناك اختلافات عديدة في الخصائص الجنسية الثانوية لكل جنس.
يشمل التكاثر البشري عملية الإخصاب الداخلي التي تحدث عن طريق الاتصال الجنسي. تتضمن هذه العملية إدخال الذكر قضيبه في مهبل الأنثى وقذف السائل المنوي الذي يحتوي على الحيوانات المنوية، يمر عدد قليل من الحيوانات المنوية عبر عنق الرحم إلى الرحم، ثم إلى قناة فالوب لتخصيب البويضة، وتتطلب هذه العملية حيوانًا منويًا واحدًا فقط لتخصيب البويضة، وبعد حدوث الإخصاب الناجح تنتقل البويضة الملقحة من قناة فالوب إلى الرحم وتنغرس في جدار الرحم، ويبدأ الحمل الذي يستمر حوالي تسعة أشهر، وعندما يتطور الجنين إلى نقطة معينة ينتهي الحمل بالولادة التي تبدأ بعملية المخاض. تنقبض عضلات الرحم أثناء المخاض ويتوسع عنق الرحم ويخرج الطفل من المهبل. يعتمد الأطفال الرضع اعتمادًا كليًا على مقدمي الرعاية (الأم والأب) ويحتاجون إلى مستويات عالية من الرعاية الأبوية. يعتمد الأطفال على مقدمي الرعاية من أجل الراحة والنظافة والطعام، ويمكن توفير الطعام عن طريق الرضاعة الطبيعية أو الرضاعة الصناعية.

## البنية التشريحية

### أنثى
يتألف الجهاز التناسلي الأنثوي البشري من مجموعة من الأعضاء التي توجد داخل الجسم وحول منطقة الحوض الأنثوي. يتكون الجهاز التناسلي الأنثوي من ثلاثة أجزاء رئيسية: الفرج، المهبل، الرحم. يشارك الثديان في تربية الرضيع من خلال إفراز الحليب، ولكن في معظم التصنيفات لا يعتبران جزءًا من الجهاز التناسلي الأنثوي. يتكون الفرج من الشفرين والبظر والإحليل، تُرطب منطقة الفرج أثناء الجماع بالمخاط الذي تفرزه غدد بارثولين. يتصل المهبل بالرحم من خلال عنق الرحم، ويتصل الرحم بالمبيضين عبر قناتي فالوب. يحتوي كل مبيض على المئات من خلايا البويضات.
تفرز الغدة النخامية هرمونًا يحفز بعض البويضات على النمو كل 28 يومًا تقريبًا، ثم تنطلق بويضة واحدة وتمر عبر قناة فالوب إلى الرحم، وتهيئ الهرمونات التي يفرزها المبيضان الرحم لاستقبال البويضة، وإذا خُصبت البويضة بنجاح بالحيوانات المنوية، فإنها تلتصق ببطانة الرحم وينمو الجنين.

### ذكر
يتألف الجهاز التناسلي الذكري البشري من مجموعة من الأعضاء التي توجود خارج الجسم وحول منطقة الحوض الذكري وتساهم في عملية التكاثر. تتمثل الوظيفة الرئيسية للجهاز التناسلي الذكري في إنتاج الحيوانات المنوية الذكرية لتخصيب البويضة الأنثوية.
يمكن تقسيم الأعضاء التناسلية الرئيسية للذكور إلى ثلاث مجموعات، تنتج المجموعة الأولى الحيوانات المنوية وتخزنها، وتتألف من الخصى التي توجد في كيس الصفن ثم تنتقل الحيوانات المنوية غير الناضجة إلى البربخ من أجل النمو والتخزين. المجموعة الثانية هي الغدد المنتجة للسائل المنوي والتي تشمل غدة كوبر والحويصلات المنوية والبروستات والأسهر. تشمل المجموعة الثالثة الأعضاء التي تستخدم في الجماع، وتتألف من القضيب والإحليل والأسهر.
تشمل الخصائص الجنسية الثانوية الرئيسية عند الذكور: قامة أكبر وبنية عضلية أقوى وصوتًا عميقًا وشعرًا في الوجه والجسم وأكتافًا عريضة ونمو تفاحة آدم، وتتحكم الهرمون الجنسية الذكرية (الأندروجينات) وخاصة التستوستيرون في تطور هذه الصفات بشكل طبيعي.